# Edmundo Chirinos
Edmundo Chirinos (Churuguara, estado Falcón, Venezuela; 12 de agosto de 1935- Caracas, 24 de agosto de 2013) fue un psiquiatra, académico, político, violador y asesino venezolano, candidato en las elecciones presidenciales de Venezuela de 1988 y rector de la Universidad Central de Venezuela (UCV). En los últimos años de vida fue sentenciado por homicidio intencional de la estudiante de comunicación social, Roxana Vargas, quien era su paciente.

## Biografía

### Vida profesional
Edmundo José Chirinos García nació en 1935 en Churuguara, estado Falcón. Fue médico cirujano (1958), licenciado en Psicología (1960) y doctor en Ciencias, títulos obtenidos en la Universidad Central de Venezuela. Además, magíster en Neuropsiquiatría y Psicología Clínica, de la Universidad de Londres, Cambridge, Oxford (Inglaterra), Marsella (Francia), Queens College en Nueva York. En 1961 fundó el Colegio de Psicólogos de Venezuela. Fue elegido rector de la Universidad Central de Venezuela en 1984. Autor de más de 700 libros y destacado en su desempeño por «utilizar prácticas mundiales para el diagnóstico y tratamiento de una muy amplia gama de afecciones psicológicas, psiquiátricas y neurológicas».

### Masacre de Tazón
Después de ser juramentado como presidente en febrero de 1984, Jaime Lusinchi anuncia en cadena nacional de radio y televisión el 14 de marzo el llamado Plan de Austeridad, que contemplaba la reducción del Estado en un 10% para enfrentar la delicada situación económica del país después del Viernes Negro de 1983. Edmundo Chirinos, rector de la Universidad Central de Venezuela para entonces, decidió someter a votación en el Consejo Universitario la aplicación de medidas de restricción de gastos apegándose a las políticas del gobierno y siguiendo la línea de otros rectores como los de la Universidad de los Andes, la Universidad Simón Bolívar y la Universidad Nacional Experimental Simón Rodríguez, incluyendo la eliminación de becas, el aumento de la tarifa del comedor universitario a 10 bolívares, el pago de la matrícula y la suspensión de las pasantías.
Al conocer la noticia, un grupo de estudiantes de Agronomía y Veterinaria del núcleo de Maracay realizaron una asamblea ampliada del centro de estudiantes en el aula 6 de la facultad el 18 de septiembre de 1984, donde se decidió el traslado a la Ciudad Universitaria de Caracas, donde sesionaría el Consejo Universitario, con una serie de peticiones a las autoridades, alegando que en diversas oportunidades habían solicitado una audiencia con el rector y se les había negado. La indignación de los estudiantes se había originido  porque durante la campaña electoral Chirinos visitó las instalaciones la Facultad de Agronomía y Veterinaria acompañado por Tiburcio Linares, quien más adelante sería el secretario general de la universidad, comprometiéndose a mejorar el comedor de Maracay sin suponer el aumento de la tarifa; después de las elecciones, se llevó a cabo una segunda reunión donde los estudiantes propusieron formas de financiamiento del comedor, pero Chirinos respondió, según declaraciones de los estudiantes ante la prensa, «Yo no vine a discutir las medidas, vine a informales». A las cuatro de la tarde un grupo se reunió en el Aula Magna de la universidad para discutir sobre las acciones a tomar. Al presentarse, Chirinos fue recibido con insultos, abucheos, golpes y empujones, exigiéndole una explicación por la actuación. Chirinos alegó que su actuación estuvo apegada a la ley, que su intención no había sido agredir a nadie y que por el contrario buscaba proteger a los «estudiantes inexpertos que venían conduciendo». Lejos de calmar a los presentes, su respuesta solo indignó más a los estudiantes, quienes le lanzaban las franelas ensangrentadas de los estudiantes heridos y gritaban consignas contra el ministro de Relaciones Interiores Octavio Lepage y contra el rector, quien tuvo que escapar por la salida trasera del aula.
Al día siguiente, el 19 de septiembre, el grupo de estudiantes se dirige a la Dirección de Transporte para solicitar el traslado hasta Caracas para protestar contra las medidas como se había acordado en la asamblea; ante la negativa de la petición, fueron tomados cuatro autobuses y más de doscientos estudiantes se dirigieron hacia Caracas. El decano de la facultad, Pedro Vegas, notificó al rector sobre la noticia. Edmundo Chirinos tomó la decisión personal de llamar al viceministro de Relaciones Interiores, Cesáreo Espinal Vásquez, y le solicitó que le impidiese el paso de los estudiantes a la capital, sin consultar con sus compañeros o su equipo rectoral. Los autobuses fueron detenidos en la alcabala de la Guardia Nacional en Hoyo de la Puerta y se les indicó a los estudiantes que desalojaran las unidades para ser requisados. Los estudiantes le exigieron el paso al teniente coronel José Vizcuña, y ante la negativa de la Guardia Nacional se realizaron asambleas en cada autobús para decidir si regresarse o continuar hacia Caracas. Dos horas después de ser detenidos, se decidió arrancar los autobuses y romper el cerco impuesto por los militares. Los militares procedieron a disparar contra las unidades, produciendo un saldo de más de 35 estudiantes y tres guardias nacionales heridos. Los estudiantes heridos fueron trasladados al hospital de Coche y al Clínico Universitario.

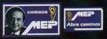
Tarjeta electoral de Edmundo Chirinos en las elecciones generales de 1988.

En 1988 fue candidato presidencial por el Movimiento Electoral del Pueblo, el Partido Comunista de Venezuela, Renovación y Movimiento Moral.[cita requerida]

### Juicio por violación y asesinato
Roxana Vargas, estudiante de periodismo de la Universidad Católica Santa Rosa, fue encontrada sin vida con una herida en la cabeza en el sector Parque Caiza del municipio Sucre, el 14 de julio de 2008, trasladada a la morgue de Bello Monte para autenticar su identidad.  Vargas, de 19 años, había sido vista por última vez el 12 de julio. Ella fue paciente de Chirinos desde octubre de 2007 hasta abril de 2008. Durante la investigación se encontraron evidencias que conectaban a Chirinos con la muerte de la estudiante: manchas de su sangre en el consultorio del psiquiatra y un blog de Roxana Vargas en el que revelaba una relación sentimental con Chirinos. En la residencia de Chirinos se hallaron 1200 fotografías y vídeos de mujeres desnudas o en ropa interior, muchas de ellas pacientes del psiquiatra que estaban aparentemente sedadas o dormidas en el consultorio cuando él se las tomó.
El psiquiatra fue detenido el 1 de agosto de 2008 sospechoso de la muerte de Roxana Vargas. Durante el juicio, se mencionaron catorce casos de mujeres que habrían sido violadas por Chirinos al estar sedadas durante la consulta médico-paciente.
En septiembre de 2010, el Tribunal 5.º de Juicio de Caracas sentenció a Chirinos a veinte años de cárcel por homicidio. Chirinos fue  recluido en la prisión de Yare III. Durante su reclusión, sufrió un accidente cerebrovascular que le generó un edema subdural. Como consecuencia, quedó con problemas para hablar y debía desplazarse en silla de ruedas. Cuando Edmundo Chirinos abandonó la cárcel salió caminando y no en silla de ruedas, hecho reportado por El Universal, lo cual le pareció una injusticia a la madre de la víctima Roxana Vargas. En marzo de 2012 se le otorgó la medida cautelar de casa por cárcel por su edad avanzada. El 6 de agosto de 2013, Edmundo Chirinos había sido trasladado a una clínica por una neumonía severa. El 24 de agosto de 2013 fue hallado sin vida en su residencia de Caracas.